# Le Falgoux
Le Falgoux är en kommun i departementet Cantal i regionen Auvergne-Rhône-Alpes i mitten av Frankrike. Kommunen ligger  i kantonen Salers som ligger i arrondissementet Mauriac. År 2022 hade Le Falgoux 116 invånare.

## Befolkningsutveckling
Antalet invånare i kommunen Le Falgoux
Referens:INSEE